# Coppa Italia 2013 (pallacanestro femminile)
La Coppa Italia 2013 (chiamata ufficialmente Isola Cup 2013 per l'abbinamento pubblicitario) è stata la 28ª edizione del trofeo riservato alle società del campionato italiano di Serie A1 di pallacanestro femminile. Organizzata dalla LegA Basket Femminile, si è disputata interamente al PalaTagliate di Lucca il 9 e il 10 marzo 2013.
La Lega ha deciso di tornare alla formula della final four: hanno partecipato alla competizione solo le quattro squadre che hanno concluso ai vertici della classifica di A1 al termine del girone d'andata, cioè Famila Wüber Schio, Gesam Gas Lucca, Lavezzini Parma e Acqua&Sapone Umbertide. Non ha quindi preso parte la campionessa in carica, la Goldbet Taranto.
È stata vinta da Schio, che in finale ha superato per 73-51 Lucca, e ha così conquistato la settima vittoria assoluta nella competizione. Giorgia Sottana, Raffaella Masciadri e Jantel Lavender hanno vinto rispettivamente i premi fair play, Isola Cup e di MVP della finale.

## Risultati

### Semifinali
| Arbitro: | Riccardo Bianchini e Valentina Nioi |

|                    |       |                |
| 19 Jantel Lavender | Punti | 13 Gaia Gorini |

| Arbitro: | Francesco Terranova e Chiara Maschietto |

|                    |       |                     |
| 24 Marie Růžičková | Punti | 13 Battisodo e Zara |

### Finale
| Arbitro: | Corrado Triffiletti e Daniele Caruso |

| |            | |
| 12 Benedetta Bagnara | Punti      | 26 Jantel Lavender |
| 5. Johnson (3 pt), 7. Dotto (7 pt.), 8. Spreafico (ne), 9. Ress (10 pt.), 10. Andrade (8 pt.), 11. Favilla (ne), 12. Mei (ne), 13. Bagnara (12 pt.), 14. Růžičková (6 pt.), 15. Gianolla (5 pt.) | Formazioni | 4. Consolini, 5. McCray (8 pt.), 6. Sottana (11 pt.), 10. Wambe (2 pt.), 11. Masciadri (4 pt.), 12. Ramon, 13. Godin, 14. Lavender (26 pt.), 15. Nadalin (8 pt.), 25. Macchi (14 pt.) |
| Mirco Diamanti | Allenatori | Maurizio Lasi |

### Tabellone
|  | Semifinali    | Semifinali    | Semifinali    |               |              | Finale       | Finale | Finale |  |
|  |               |               |               |               |              |              |        |        |  |
|  | Famila Schio  | Famila Schio  | 73            |               |              |              |        |        |  |
|  | Famila Schio  | Famila Schio  | 73            |               |              |              |        |        |  |
|  | Umbertide     | Umbertide     | 64            |               |              |              |        |        |  |
|  | Umbertide     | Umbertide     | 64            |               | Famila Schio | Famila Schio | 73     |        |  |
|  |               |               |               |               | Famila Schio | Famila Schio | 73     |        |  |
|  |               |               | Le Mura Lucca | Le Mura Lucca | 51           |              |        |        |  |
|  | Le Mura Lucca | Le Mura Lucca | Le Mura Lucca | Le Mura Lucca | 51           | 77           |        |        |  |
|  | Le Mura Lucca | Le Mura Lucca |               |               |              |              |        |        |  |
|  | Basket Parma  | Basket Parma  | 62            |               |              |              |        |        |  |

## Coppa Italia di Serie A2 e A3
La LegA Basket Femminile ha organizzato inoltre la 16ª edizione della Coppa Italia di Serie A2 e la 1ª edizione della Coppa Italia di Serie A3, che prende il posto della Coppa Italia di Serie B. La Final Four dedicata alle squadre di A2 è stata organizzata a San Martino di Lupari a fine marzo e vi hanno partecipato le prime due squadre che hanno concluso la stagione regolare dei due gironi: Umana Venezia, Passalacqua Spedizioni Ragusa, Carispezia Termo La Spezia e Fila San Martino di Lupari. La finale ha contrapposto Venezia a Ragusa e si è conclusa con la vittoria per 75-67 delle venete, con Giovanna Pertile mvp.
La Final Eight di Serie A3 si è disputata a inizio aprile a Torino e Moncalieri, con la partecipazione di Paddy Power S.S.Giovanni, Pallacanestro Torino, Azzurra Lib. Moncalieri (prime tre nel Girone A al termine del girone d'andata), Vassalli 2G Vigarano, Ginnastica Triestina, Punto Fotovoltaico Ferrara (prime tre nel Girone B), Futura Brindisi e Basilia SBM Potenza (prime due nel Girone C). La finale è vinta per 65-43 da Vigarano su Brindisi, con Valeria Zanoli scelta come mvp.